# Alpha (film 2025 Ducournau)
Alpha è un film del 2025 scritto e diretto da Julia Ducournau. Ha concorso al 78º Festival di Cannes.

## Trama
Negli anni '80, Alpha, una tredicenne di origini berbere cresciuta dalla madre, torna a casa un giorno con la lettera "A" incisa sul braccio per bravata: sua madre comincia a temere che abbia contratto in questo modo una malattia trasmessa col sangue che pietrifica letteralmente le persone, trasformandole in statue di marmo, come già accaduto a suo fratello Amin anni prima.

## Produzione
Le riprese sono cominciate nel settembre del 2024 a Le Havre e vi sono rimaste fino alla fine di ottobre, quando si sono spostate per due giorni a Pont-Audemer. Si sono poi trasferite in Normandia per 35 giorni, concludendosi a Parigi nel mese di novembre. Tahar Rahim ha perso 20 chili per la parte di un eroinomane.

## Distribuzione
Il film è stato presentato in anteprima il 19 maggio 2025 al 78º Festival di Cannes. Sarà distribuito nelle sale cinematografiche franco-belghe a partire dal 20 agosto 2025.

## Critica
In Italia, il film ha ricevuto un'accoglienza critica contrastata. Raffaele Meale su Quinlan assegna al film un voto di 5.5 con la motivazione che: "peccato che l’innegabile talento visivo della regista sia annacquato da un accumulo di materiali continuo ed esasperato, e da una scarsa attenzione alla storia che sta raccontando", mentre Simone Emiliani su Sentieri Selvaggi assegnando quattro stelle su cinque scrive che "Alpha è un cinema impetuoso e abbagliante, tra più radicali degli ultimi anni. Il contagio (sensoriale) – anche nella contrapposizione tra dolore e piacere – si insinua come un virus, in una sinfonia dissonante che continua a rimbombare nella nostra testa". Per Teo Youssoufian di CineFacts da Cannes 2025 il film è "un’opera potente ed espressiva eppure fragile, schiacciata in alcuni momenti dal peso delle sue stesse ambizioni".

## Riconoscimenti
- 2025 – Festival di Cannes
  - In concorso per la Palma d'oro